# الكسندر فاغنر (رسام)
الكسندر فاغنر (بالألمانية: Alexander Wagner)‏ هو رسام ألماني، ولد في 1978 في برلين في ألمانيا.

## وصلات خارجية
- الموقع الرسمي